# Elgin (Oregon)
Elgin – miasto w Stanach Zjednoczonych, w stanie Oregon, w hrabstwie Union.